# Daniel Elliott Huger
Daniel Elliott Huger, född 28 juni 1779 nära Charleston, South Carolina, död 21 augusti 1854 i Sullivan's Island, South Carolina, var en amerikansk politiker (demokrat). Han representerade delstaten South Carolina i USA:s senat 1843-1845. Han var son till kongressledamoten Daniel Huger.
Huger utexaminerades 1798 från College of New Jersey (numera Princeton University). Han studerade sedan juridik och inledde 1799 sin karriär som advokat i Charleston. Han arbetade som domare 1819-1830.
Senator John C. Calhoun avgick 1843 och efterträddes av Huger. Han avgick i sin tur två år senare och efterträddes av företrädaren Calhoun. Huger avled 1854 och gravsattes på Magnolia Cemetery i Charleston.